# Iasenoveț, Rojneativ
Iasenoveț (în ucraineană Ясеновець) este localitatea de reședință a comunei Iasenoveț din raionul Rojneativ, regiunea Ivano-Frankivsk, Ucraina.

## Demografie
Componența lingvistică a localității Iasenoveț
     Ucraineană (99,44%)
     Alte limbi (0,56%)
Conform recensământului din 2001, majoritatea populației localității Iasenoveț era vorbitoare de ucraineană (99,44%), existând în minoritate și vorbitori de alte limbi.